# Nizar Touzi

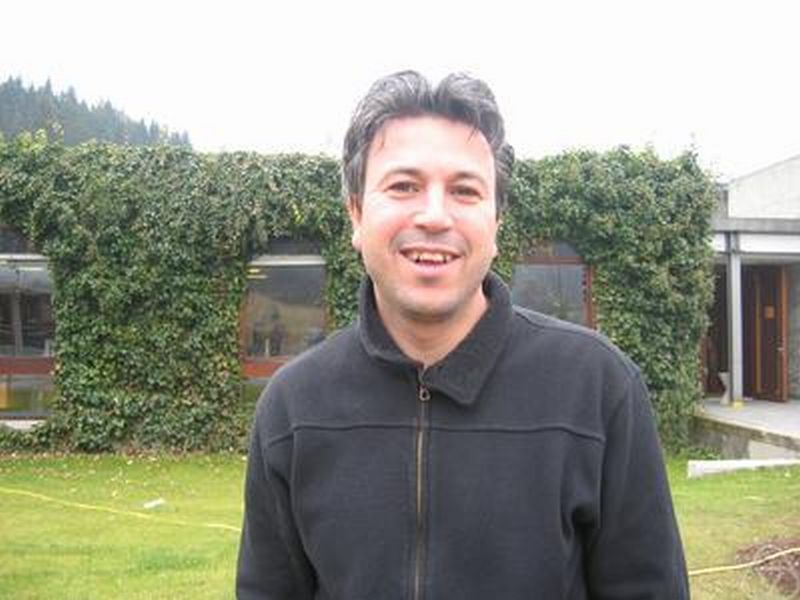
Nizar Touzi, à Oberwolfach en 2008

Nizar Touzi (né en 1967 en Tunisie) est un mathématicien  né en Tunisie mais ayant fait ses études en France. Il est spécialisé en mathématiques financières et en calcul stochastique.

## Biographie
Nizar Touzi soutient un doctorat « Modèles à volatilité stochastique : arbitrage, équilibre et inférence statistique » à l'Université Paris IX - Dauphine en 1993 sous la direction d'Éric Michel Renault.
Nizar Touzi est professeur à l'École polytechnique et à son Centre de mathématiques appliquées (CMAP).
Il a été professeur invité à Oxford et au Fields Institute à Toronto (janvier-juin 2010).
Nizar Touzi est connu pour ses résultats sur les problèmes de contrôle d'équations différentielles stochastiques et des applications, y compris le développement de méthodes numériques.

## Distinctions
En 2010, il a été conférencier invité au Congrès international des mathématiciens à Hyderabad (Second Order Backward SDEs, Fully non-linear PDEs, and applications in Finance). En 2007, il a reçu le prix du meilleur jeune chercheur en finance de l'Europlace Institute of Finance et en 2012, il a reçu une subvention de recherche avancée (ERC Advanced Grant) du Conseil européen de la recherche (ERC). En 2012, il a reçu le prix Louis-Bachelier.

## Publications
Touzi est auteur et co-auteur de nombreux articles. Il a publié des livres dont :
- Nizar Touzi, Optimal stochastic control, stochastic target problems, and backward SDE, New York et Toronto, Springer et The Fields Institute for Research in the Mathematical Sciences, coll. « Fields Institute Monographs » (no 29), 2013, x + 214 (ISBN 978-1-4614-4285-1 et 978-1-4614-4286-8, zbMATH 1256.93008). — Le dernier chapitre est d'Agnès Tourin
- Nizar Touzi, Stochastic control problems, viscosity solutions and application to finance, Pise, Scuola Normale Superiore, coll. « Quaderni », 2004, vi + 62 (ISBN 88-7642-136-X, zbMATH 1076.93001).